# スティーヴ・ルカサー
スティーヴ・ルカサー（Steve Lukather、本名:Steven Lee Lukather、1957年10月21日 - ）は、アメリカ合衆国出身のミュージシャン、ギタリスト、シンガーソングライター。
主にソロや、同国のロックバンド「TOTO」のメンバーとして活動。スタジオ・ミュージシャンとしても数々の有名アーティスト作品に客演しており、リンゴ・スター&ヒズ・オール・スター・バンドのメンバーでもある。

## 概要
TOTO結成以前から、スタジオ・ミュージシャンとして活動し、ボズ・スキャッグス やオリビア・ニュートン＝ジョンらのアルバムにも参加した。さまざまなシングル、アルバムで彼のプレイを聴くことができる。「どのジャンルの音楽も、スタジオに来れば秀逸なギター・プレイで演奏する」といわれ、音楽プロデューサーやアーティストから、絶大な信頼を得ている。

## 略歴
7歳の頃、父親からアコースティックギターをプレゼントされ、ギターを弾きはじめる。1970年代から、スタジオ・ミュージシャンとして活動を開始。ロサンゼルスを中心に様々なアーティストの楽曲に参加する。
共にスタジオ・ミュージシャンとして活動していた、ジェフ・ポーカロ、デヴィッド・ペイチらと、1977年にTOTOを結成。翌年に、ファースト・アルバム『宇宙の騎士』を発表する（以降のTOTOとしての活動は、TOTOの項を参照のこと）。
1989年、エドワード・ヴァン・ヘイレンやスティーヴ・スティーヴンスなどがゲスト参加した、初のソロ・アルバム『LUKATHER』発表。
2008年にTOTOが活動停止するも、2010年に筋萎縮性側索硬化症(ALS)を患ったマイク・ポーカロの救済を目的として再び始動。
2012年、リンゴ・スター&ヒズ・オール・スター・バンドに参加し、以降もツアーメンバーとして籍を置く。

## 音楽性

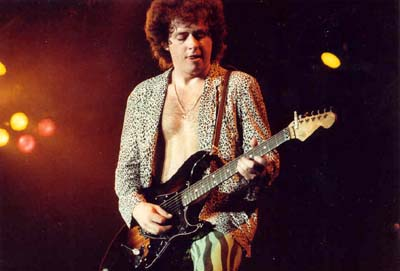
TOTO全盛期時代（1982年）

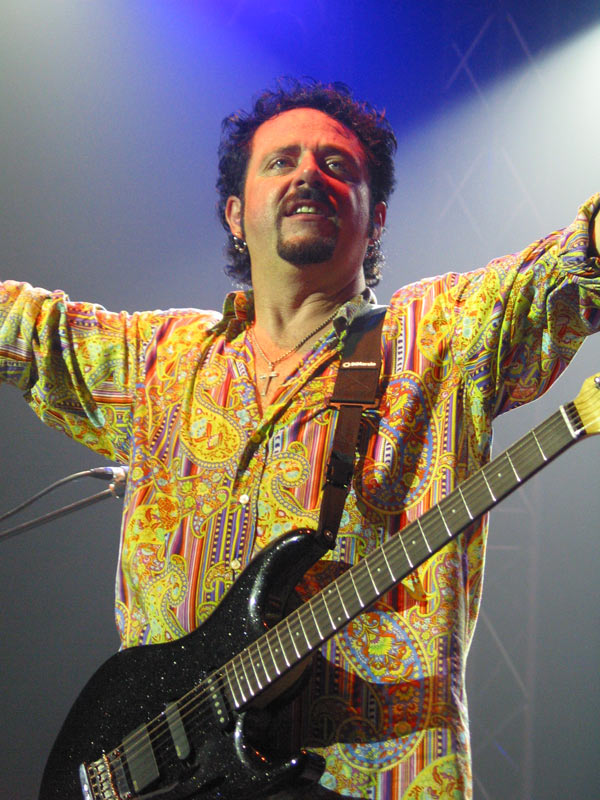
（2005年）

ロックを始めとしてジャズやフュージョン、AORなど、あらゆるジャンルの音楽を弾きこなすミュージシャンであり、TOTOでも、その演奏能力をいかんなく発揮している。ギター・プレイでは難解なソロからジャジーな指弾きまで、幅広くこなす。また、彼のサポーターで旧友のCUSTOM AUDIO ELECTRONICS（CAE）社のボブ・ブラッドショーたちとの協力関係で、1980年代から1990年代に主流となった、アンプやエフェクターをラックにまとめた、ラック式ギターシステムなどの開発にも貢献した。
現在のメイン・ギターは、ミュージックマンから出ている自身のシグネイチャーモデル（"Luke"及び"LIII"）。かつては、ギブソンのES-335やレスポール、アイバニーズ、ヴァレー・アーツなども使用していた。アコースティック・ギターはオベーション製である。近年はヤマハのアコースティックギターを使用する機会が多い。アンプはフェンダー、マーシャル、CAE、RIVERA等を経て現在はBognerの「Ecstacy」をメインに使用している。
ギターのピックは、オリジナル・マンドリンタイプのとても小さいものを好んで使う。以前『ヤングギター』誌で、ピックの特集がなされた際、掲載されたギタリストの中では最小のピックを使っていた。彼は、そのピックだけでソロやリズム、カッティングまですべてを弾きこなすという。自身のサイトの解説によれば、15〜16歳の頃からずっとこのピックを使っている。
ギタリストとしては、ラリー・カールトンやジェフ・ベック、リッチー・ブラックモアを敬愛しており、カールトンとの大阪での共演を収録したライブ・アルバム『ノー・サブスティテューションズ〜ライヴ・イン・大阪』は、第44回グラミー賞で最優秀ポップ・インストゥルメンタル・アルバム賞を受賞した。また、ビートルズの熱心なファンでもあり、ビートルズの音楽に触れたことが、ミュージシャンを志すきっかけの一つになった。後にリンゴ・スター&ヒズ・オール・スター・バンドのメンバーとして起用されている。
また、ボーカルも担当し、TOTOでの楽曲の多くに於いて、自らボーカルを採る。ファースト・アルバムの『宇宙の騎士』から7作目の『ザ・セブンス・ワン〜第7の剣〜』までの頃は、クリアな声質だったが、ジェフ・ポーカロ最後の参加作品となったアルバム『キングダム・オヴ・デザイア〜欲望の王国〜』から突然、低く太いしゃがれ声に変化した。すべての曲でしゃがれ声になったのは、1990年代半ばのアルバム『タンブ』辺りからである。

## ディスコグラフィ

### ソロ・アルバム
- 『LUKATHER』 - Lukather (1989年)
- 『キャンディマン』 - Candyman (1994年)
- 『LUKE』 - Luke (1997年)
- 『サンタメンタル』 - Santamental (2003年)
- 『エヴァー・チェンジング・タイムス』 - Ever Changing Times (2008年)
- 『オールズ・ウェル・ザット・エンズ・ウェル』 - All's Well That Ends Well (2010年)
- 『トランジション』 - Transition (2013年)
- 『アイ・ファウンド・ザ・サン・アゲイン』 - I Found The Sun Again (2021年)
- 『ブリッジズ』 - Bridges (2023年)

### ラリー・カールトン & スティーヴ・ルカサー
- 『ノー・サブスティテューションズ〜ライヴ・イン・大阪』 - No Substitutions: Live in Osaka (2001年)
- 『ライヴ・アット・ブルーノート東京』 - At Blue Note Tokyo  (2016年)

### ロス・ロボトミーズ
- 『ロス・ロボトミーズ』 - Los Lobotomys (1989年) - Recorded live, April 29, 1989 at the Complex, West Los Angeles, CA

## 参加作品

### 海外ミュージシャン
- ボズ・スキャッグス
- ウィルソン・ブラザーズ
  - 『フィーリン・ライク・ストレンジャーズ・アゲイン』（シングル、1979年）
- ジョージ・ベンソン
- マイケル・ジャクソン
- リチャード・マークス
- ライオネル・リッチー
- アース・ウィンド・アンド・ファイアー
- オリビア・ニュートン＝ジョン
  - 『フィジカル』（シングル、1981年）
- ポール・マッカートニー
- リンゴ・スター

ほか多数

### 日本人ミュージシャン
- 尾崎亜美
  - 『HOT BABY』（アルバム、1981年）
- 飯島真理
- 岩崎宏美
- 奥井雅美
  - 『TURNING POINT』（シングル、2000年）
  - 『NEEI』（アルバム、2000年）
  - 『空にかける橋』（シングル、2001年）
  - 『あの日の午後』（シングル、2001年）
- 河合奈保子
- 竹内まりや
- Char
- 浜田省吾
  - 『東京』（シングル、1980年）
  - 『Home Bound』（アルバム、1980年）
- 浜田麻里
  - 『TOMORROW』（アルバム、1991年）
- 氷室京介
- 矢沢永吉

## 著作
- 『スティーヴ・ルカサー自伝　福音書(ゴスペル)――TOTOと時代の「音」を作った男たち』、DU BOOKS、2018年11月、 ISBN 978-4866470443。